# پاتریس ۱۹۷۸
سیارک ۱۹۷۸ (به انگلیسی: 1978 Patrice، نامگذاری:1971LD) هزار و نهصد و هفتاد و هشتمین سیارک کشف شده‌است که در ۱۳ ژوئن ۱۹۷۱ کشف شد.
قدر مطلق سیارک برابر ۱۳٫۰۰ است.